# Achyranthes longifolia
Achyranthes longifolia är en amarantväxtart som beskrevs av Tomitaro Makino. Achyranthes longifolia ingår i släktet Achyranthes och familjen amarantväxter. Inga underarter finns listade i Catalogue of Life.